# Benviver
Benviver ou Bem-Viver foi um concelho, suprimido no dia 31 de março de 1852, e que ocupava a zona sul do atual Município de Marco de Canaveses. A sua sede era na freguesia de Sande. Teve foral em 1514.
Era constituído inicialmente pelas freguesias de Ariz, Avessadas, Favões, Magrelos, Manhuncelos, Paços de Gaiolo, Paredes de Viadores, Penha Longa, Rosem, Sande, São Lourenço do Douro e Matos. Tinha, em 1801, 6 136 habitantes.
Após as reformas administrativas do início do liberalismo, foram desanexadas do concelho as freguesias de Avessadas, Manhuncelos, Paredes de Viadores e Rosem, que integraram o concelho de Soalhães. Foram, em compensação, integradas em Benviver as freguesias de Alpendurada, Santa Clara do Torrão, Várzea do Douro e Vila Boa do Bispo. Tinha, em 1849, 9 626 habitantes.
Este concelho surge de um antigo condado, oferecido a Muninho Viegas, pelos êxitos alcançados no sul de Portugal, em combate contra os "mouros", pela mão de D. Afonso Henriques. Esse condado, com o nome de "Allerizi", abrangia toda a freguesia de Ariz. Nesta mesma freguesia ainda hoje podemos encontrar monumentos fundamentais que faziam da freguesia de Ariz o centro do concelho de Bem-Viver: a casa do "Conde de Ariz" (casa grande), o antigo tribunal, uma antiga prisão e a conhecida forca de Ariz.
Com a reforma administrativa de 2013, esta designação (na forma "Bem Viver") foi recuperada para designar a freguesia criada pela agregação das antigas freguesias de Ariz, Favões e Magrelos.